# بارك شونج كيون
بارك شونج كيون (20 يونيو 1973 كوريا الجنوبية - ) هو لاعب كرة قدم كوري جنوبي، يلعب كمدافع.

## وصلات خارجية
- بارك شونج كيون على موقع دوري كوريا الجنوبية (الإنجليزية)
- بارك شونج كيون على موقع قاعدة بيانات كرة القدم.إي يو (الإنجليزية)
- بارك شونج كيون على موقع ناشيونال فوتبول تيمز (الإنجليزية)
- بارك شونج كيون على موقع أوليمبيديا (الإنجليزية)